# Listes de saints
Cet article présente une liste éclectique de saints.

## Par confession
- Liste de saints catholiques
- Liste des saints de l'Église orthodoxe

## Par origine
- Liste des saints d'Alsace
- Liste de saints anglo-saxons
- Liste des saints bretons
- Liste des saints géorgiens
- Liste des saints du diocèse de Grenoble
- Liste des saints de Lorraine
- Liste des saints normands
- Liste des saints picards

## Par ordre
- Liste des saints franciscains
- Liste des saints du Carmel
- Liste des saints jésuites

## Par siècle
- Liste des saints du Ier siècle
- Liste des saints du IVe siècle
- Liste des saints du XIIIe siècle
- Liste des saints du XVe siècle
- Liste des saints du XVIe siècle
- Liste des saints du XIXe siècle
- Liste des saints du XXe siècle
- Liste des saints du XXIe siècle

## Autres listes
- Liste des saints antipesteux
- Liste des saints auxiliateurs
- Liste des saints Louis
- Liste des saints sauroctones
- Liste des saintes travesties